# 天人感应
天人感应学说是中国汉朝的思想家董仲舒提出的一套带有宗教色彩的政治学理论，试图将种种天象和人的意志联系在一起；成为了当时君主获得统治合法性的依据，同时也是在大一统国家体制下儒生集团防止君权过度歪曲的一个思想工具。

## 起源
天人感应之說，起源自《洪範》。《洪範》說：「肅，時雨若」，「乂，時暘若」，意思是說君主施政態度能影響天氣的變化。董仲舒在這個理論基礎提出「天人感應」之說。

## 內容
作為非人格、類似宇宙根本法則，天意會具體顯示於種種自然現象中:204。董仲舒把“天”人格化，认为天是有意志的，能够支配一切的最高主宰，为“百神之大君”。自然界的一切规律，以及人类的人事变化都是“天”所决定的。而人的生理构造，思想、感情、道德品质也是“天”按照自己的特点塑造的，人是为了体现天意被创造出来的。
进一步，董仲舒认为君主是天的代表，受命于天。當天子行王道、施善政時，自然就會表現得風調雨順，四季分明，一切變化順暢:204。尤其是當新天子誕生或好天子出現時，天會顯現龍鳳麒麟等想像中動物等祥瑞來表示嘉許:204。天现祥瑞是在表彰帝王；灾异则是谴责之意，而施政过失是产生灾异之根本原因。當天子背離王道施行惡政時，天就會以地震、洪水等自然災害示警，進而予以懲戒:204。中國天人感應說獨特於其結合五行思想:204。
一旦出現災情，如地震或久旱不雨，皇帝必須發表「罪己詔」，自稱無才無德，要避殿、減膳、罪己、求言，或赦免罪犯，詔求直言無隱，以補過失。

## 例子
中國學者蕭瀚統計顯示，漢朝15位皇帝下過罪己詔：其中漢宣帝下罪己诏8次，漢元帝13次，漢成帝12次。
蕭瀚根據《二十五史》進行的統計顯示，共有79位皇帝下過罪己詔。例如曹魏黄初二年（221年）六月，發生日蝕，曹丕下詔罪己。宋宁宗嘉定六年（1213年），闰九月，有大雷。丙申，以雷发非时，下“罪己诏”。金章宗明昌元年（1190年），大旱，皇帝命令相關單位祈雨，宰相等高官上表待罪。又召翰林学士党怀英起草“罪己诏”。北宋末年，金兵兵临城下，宋徽宗也发过“罪己诏”：“言路蔽塞，谄谀日闻，佞幸专权，贪官得志。赋税竭生民之财，戍役困军伍之力。多作无益，侈靡成风。”。
胡適認為天人感應此套理論是源自墨家中的「天志論」。

## 参看
- 灾异说
- 天人合一
- 天人相应
- 天谴